# Bayard (caballo)

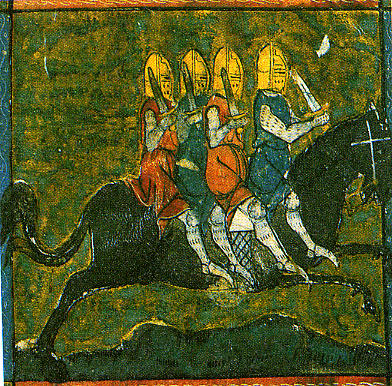
El caballo Bayard con los cuatro hijos Aymón, según de una miniatura en un manuscrito del XIV

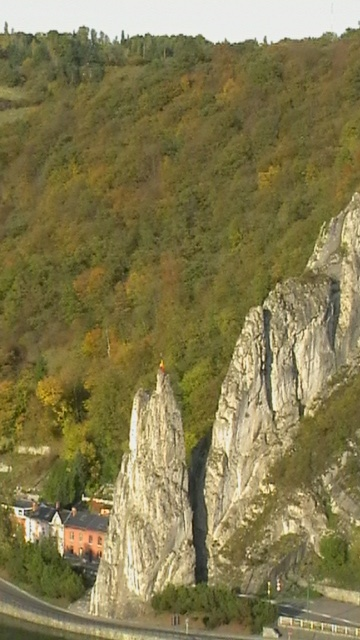
La roca Bayard, cerca de Dinant, habría sido hendida por un golpe de las pezuñas de Bayard durante su huida de Carlomagno.

Bayard era un  caballo-hada legendario con un pelaje castaño, recogido en muchas cantares de gesta de la Edad Media cristiana, cuyas versiones más antiguas se remontan al siglo XII y están entre las historias más populares hasta el siglo XIX. Estos textos, especialmente el de Los cuatro hijos de Aymón, le atribuyen cualidades mágicas y un origen sobrenatural: hijo de un dragón y una serpiente, Bayard habría sido liberado de una isla volcánica por el encantador Maugis, y luego el rey Carlomagno lo habría dado a Renaud de Montauban, el mayor de los cuatro hijos de Aymon. Reconocido por su fuerza e inteligencia, Bayard tendría la pujanza para cargar a los cuatro hijos sobre su lomo al mismo tiempo, para permitirles escapar de la ira del rey. Entregado a Carlomagno como prenda de paz, fue arrojado al fondo del Rin (o del Mosa según el folclore y versiones literarias posteriores) con una piedra de molino alrededor del cuello. Sin embargo, Bayard logró escapar y, según la leyenda, continúa vagando en el bosque de las Ardenas, donde se escucharía su relincho resonante en cada solsticio de verano.
Este caballo, probablemente el más famoso de la Edad Media en el mundo francófono, parece remontarse a las creencias paganas anteriores a la mayoría de los textos que lo ponen en escena, y podría provenir de un mito de los francos, de la montura reptiliana del primitivo gigante Gargantua, o de la mitología celta. Ctónico, tanto en origen como por su color, subversivo porque se resistió al emperador Carlomagno, tendría con Renaud el papel de protector totémico y de animal nutricio.
Desde la Edad Media, Bayard es una figura importante del folclore, particularmente en las Ardenas, en Bélgica y en Francia, especialmente cerca de Bogny-sur-Meuse, Lieja y Dinant. Según la leyenda, la roca Bayard habría sido hendidad por un golpe de sus pezuñas. Muchos topónimos conocidos como «Pas-Bayard» o «Saut-Bayard» se deben a él. Procesiones y cortejos folclóricos lo pusieron en escena entre los gigantes del norte, como la fiesta de la ducasse de Ath y el ommegang de Dendermonde. La amplia difusión de su leyenda y su éxito han influido en muchos artistas, así como en las creencias populares.

Representaciones artísticas de Bayard
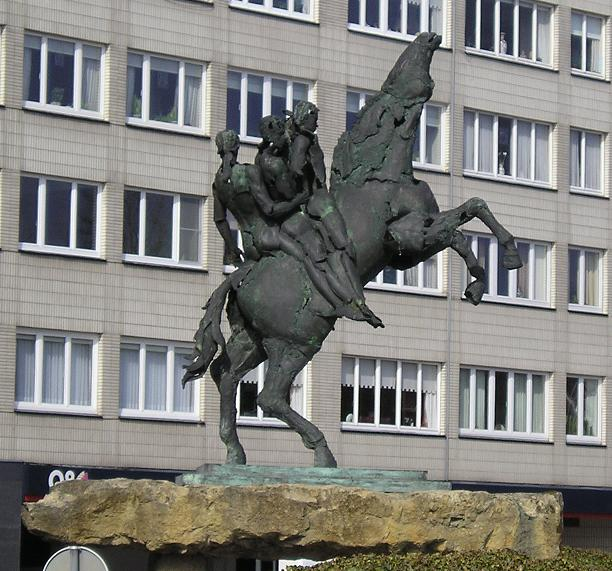
Estatua en Termonde.
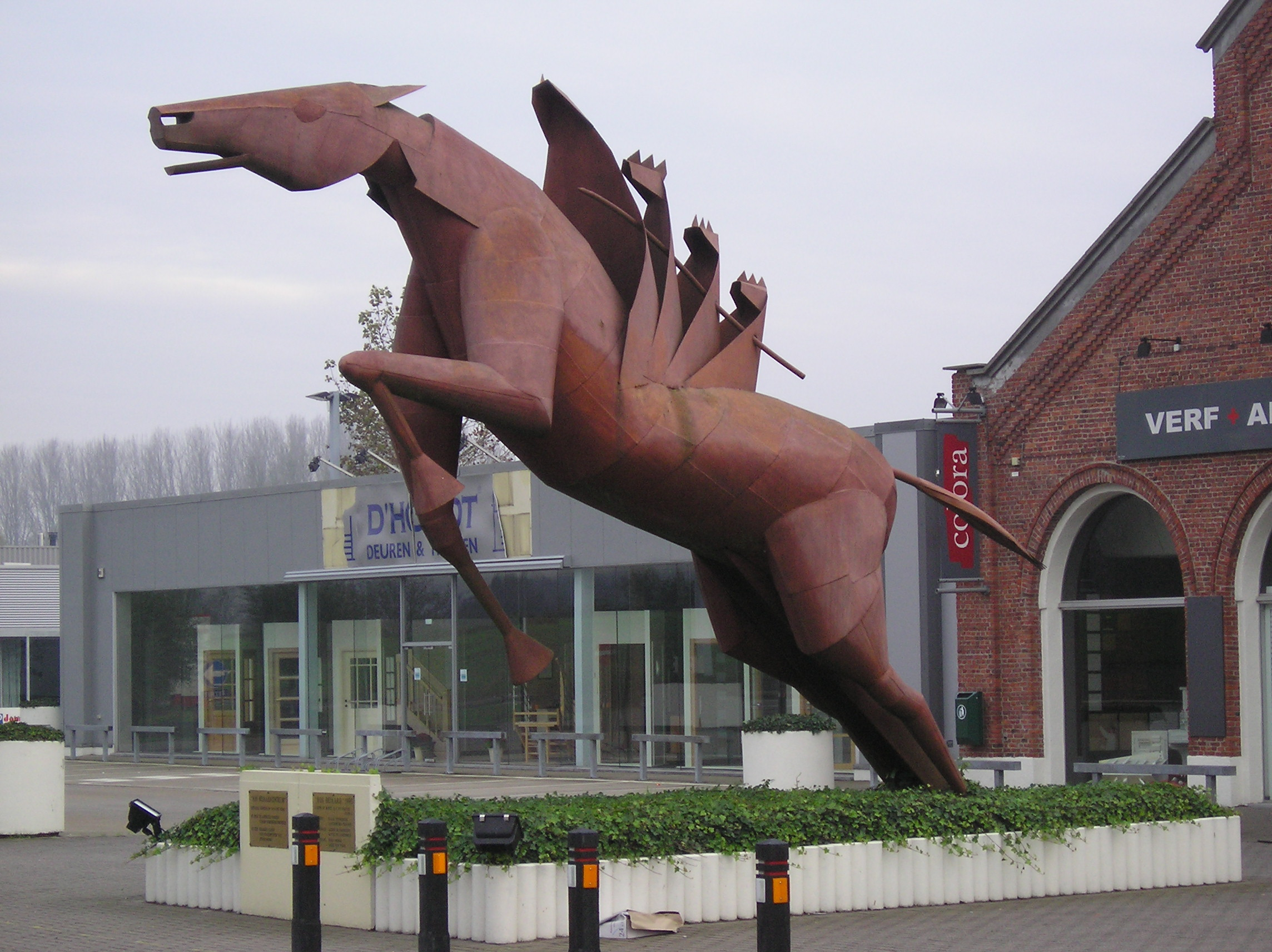
Estatua en Grembergen.
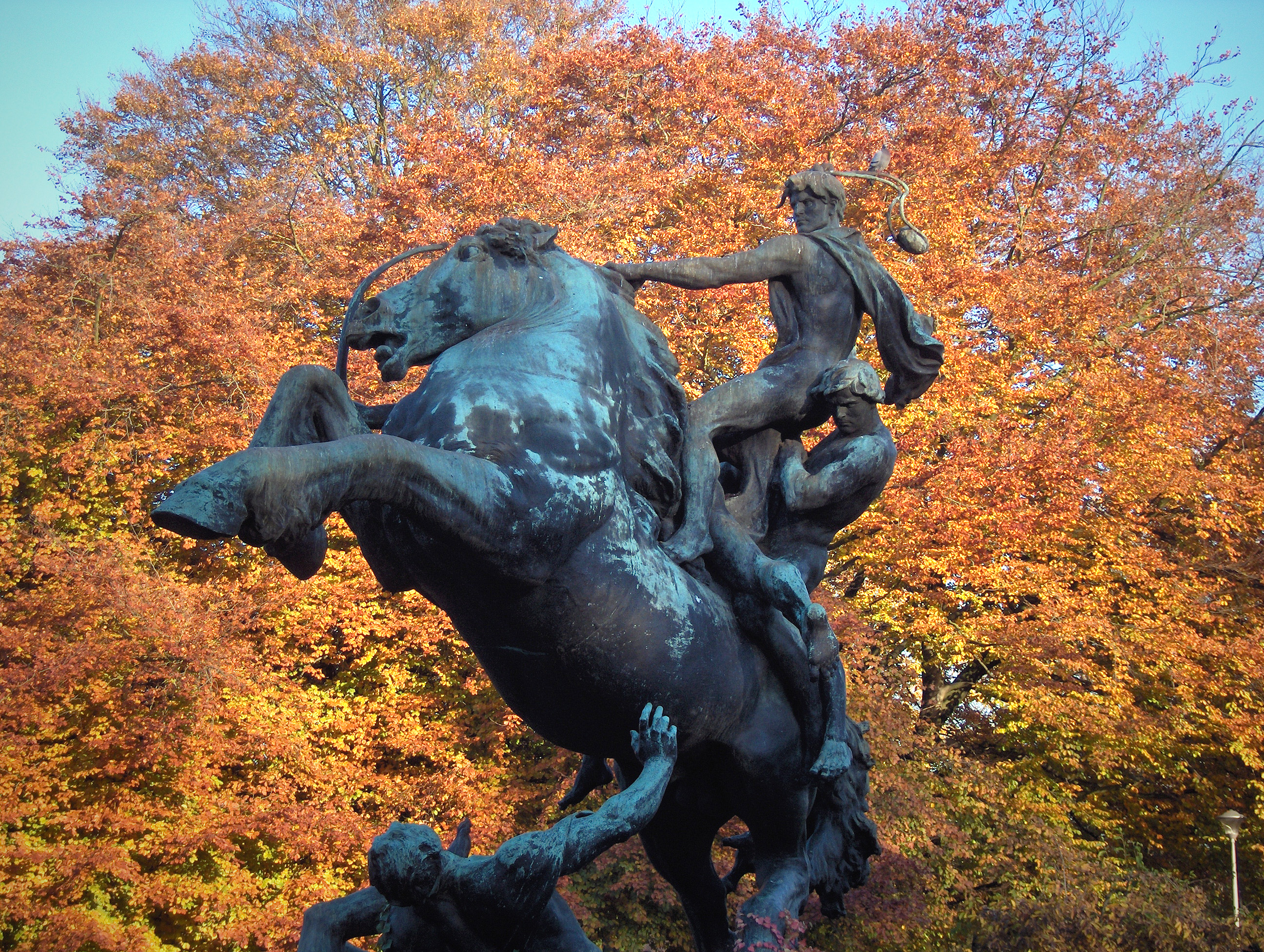
Ros Beyaert en Gante.
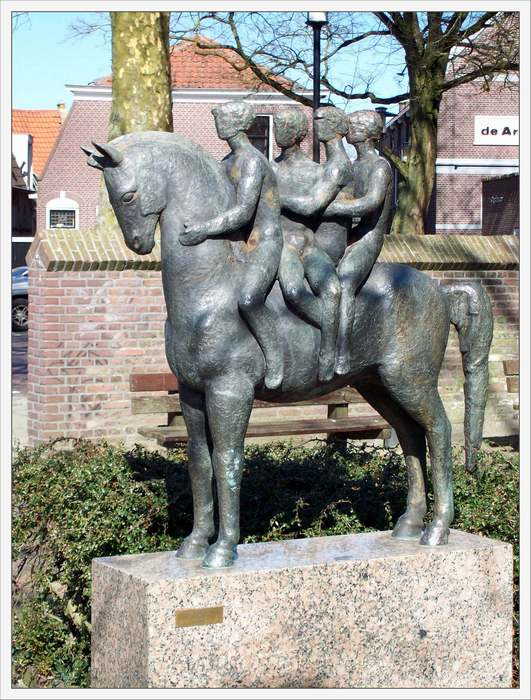
Vier Heemskinderen de Nijkerk.
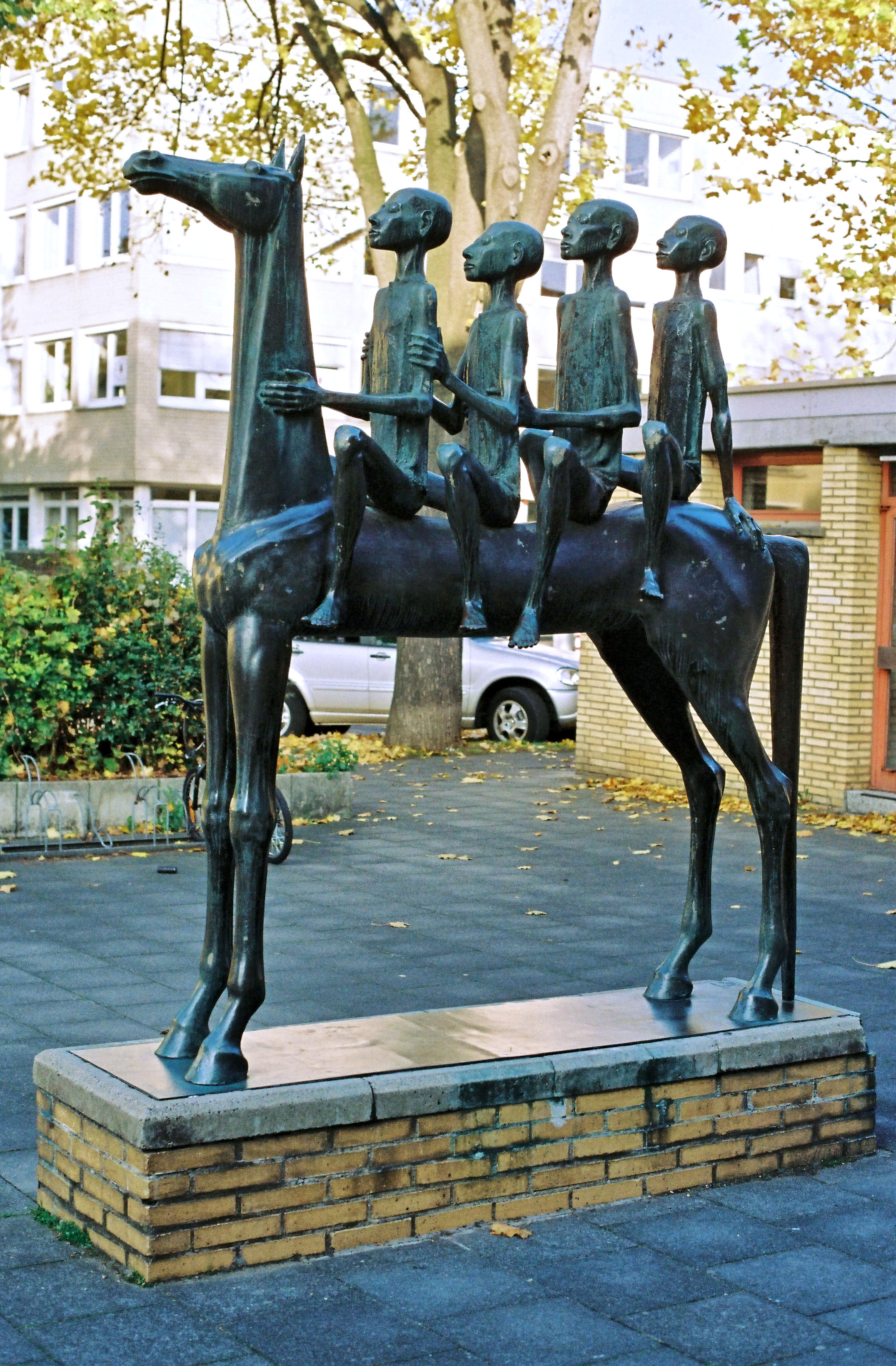
Die vier Haimonskinder een Colonia (Alemania).